# Budabergen
Budabergen (ungerska: Budai-hegység) är ett bergsområde i Ungern, strax väster om Budapest, på Buda-sidan.   Den utgör en del av Transdanubiska bergen. Den högsta toppen är Kutya-hegy, 562 meter över havet.
Topografiskt ingår följande toppar i Budai-hegység:
- Budaörsi-hegy
- János-hegy
- Kutya-hegy
- Nagy-Kopasz
- Nagy-szénás
- Remete-hegy
- Sváb-hegy
- Széchenyi-hegy
- Zsíros-hegy

Trakten ingår i den hemiboreala klimatzonen. Årsmedeltemperaturen i trakten är 10 °C. Den varmaste månaden är juli, då medeltemperaturen är 22 °C, och den kallaste är december, med −4 °C. Genomsnittlig årsnederbörd är 875 millimeter. Den regnigaste månaden är januari, med i genomsnitt 88 mm nederbörd, och den torraste är april, med 43 mm nederbörd.

## Galleri

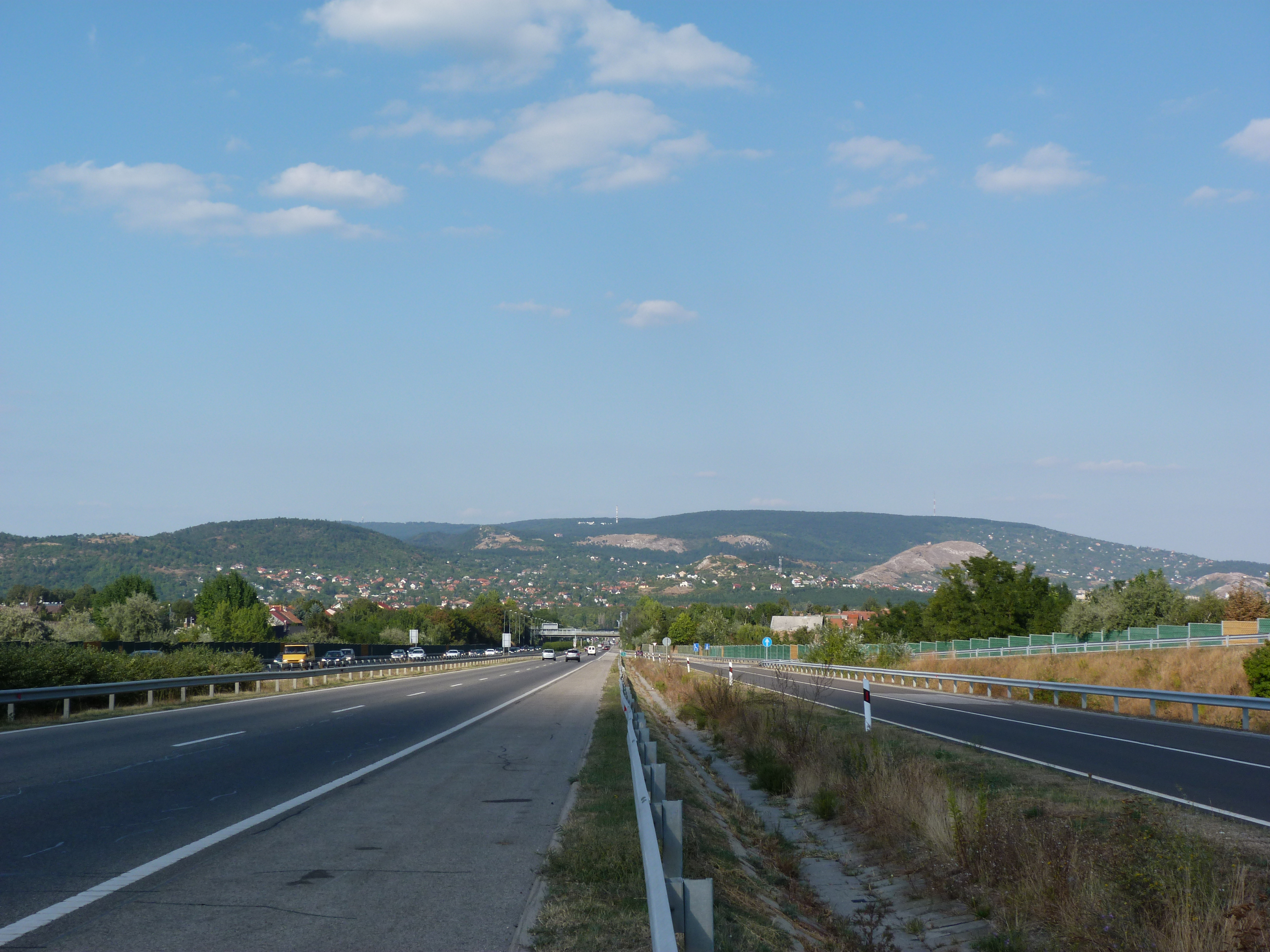
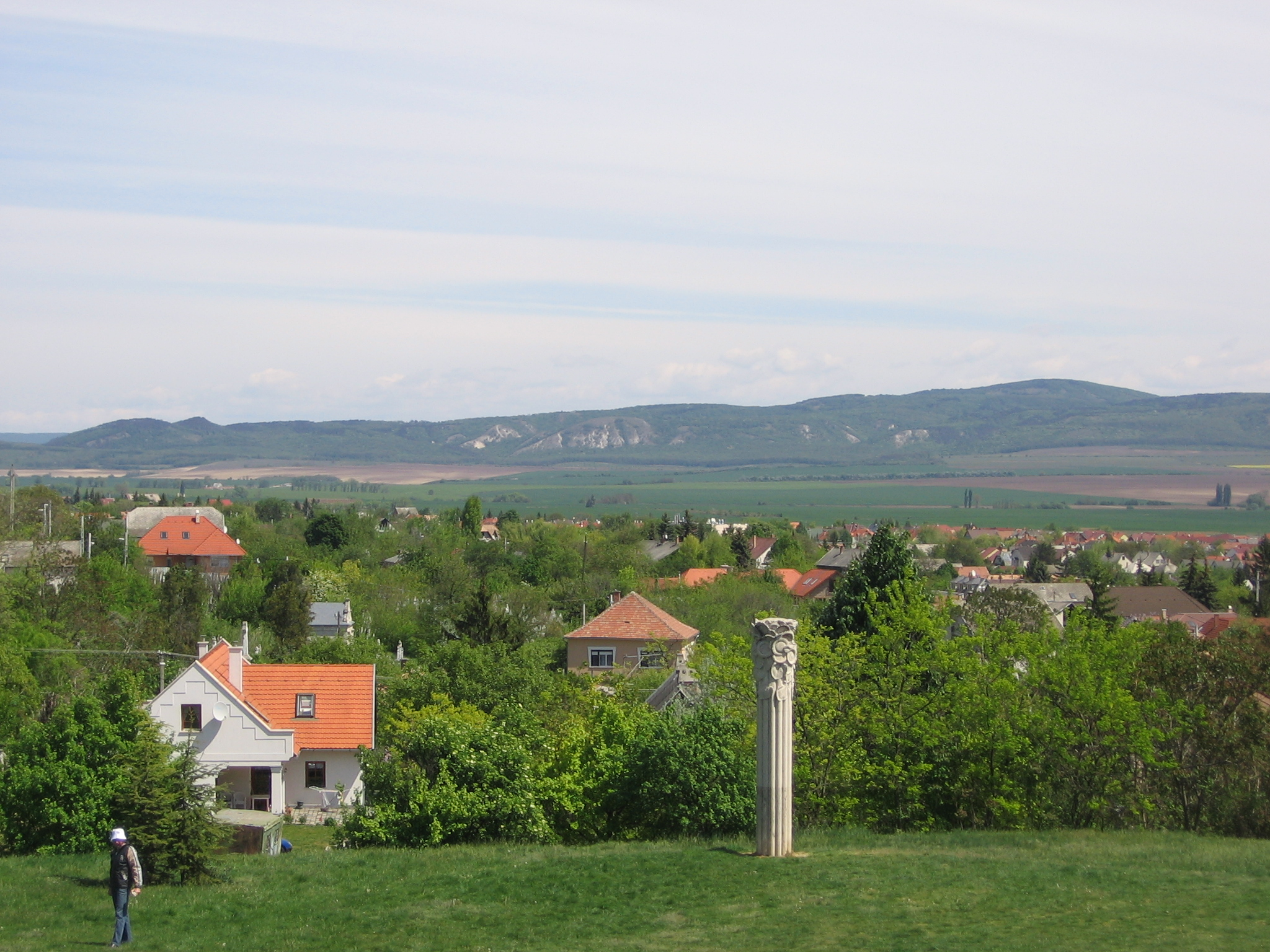
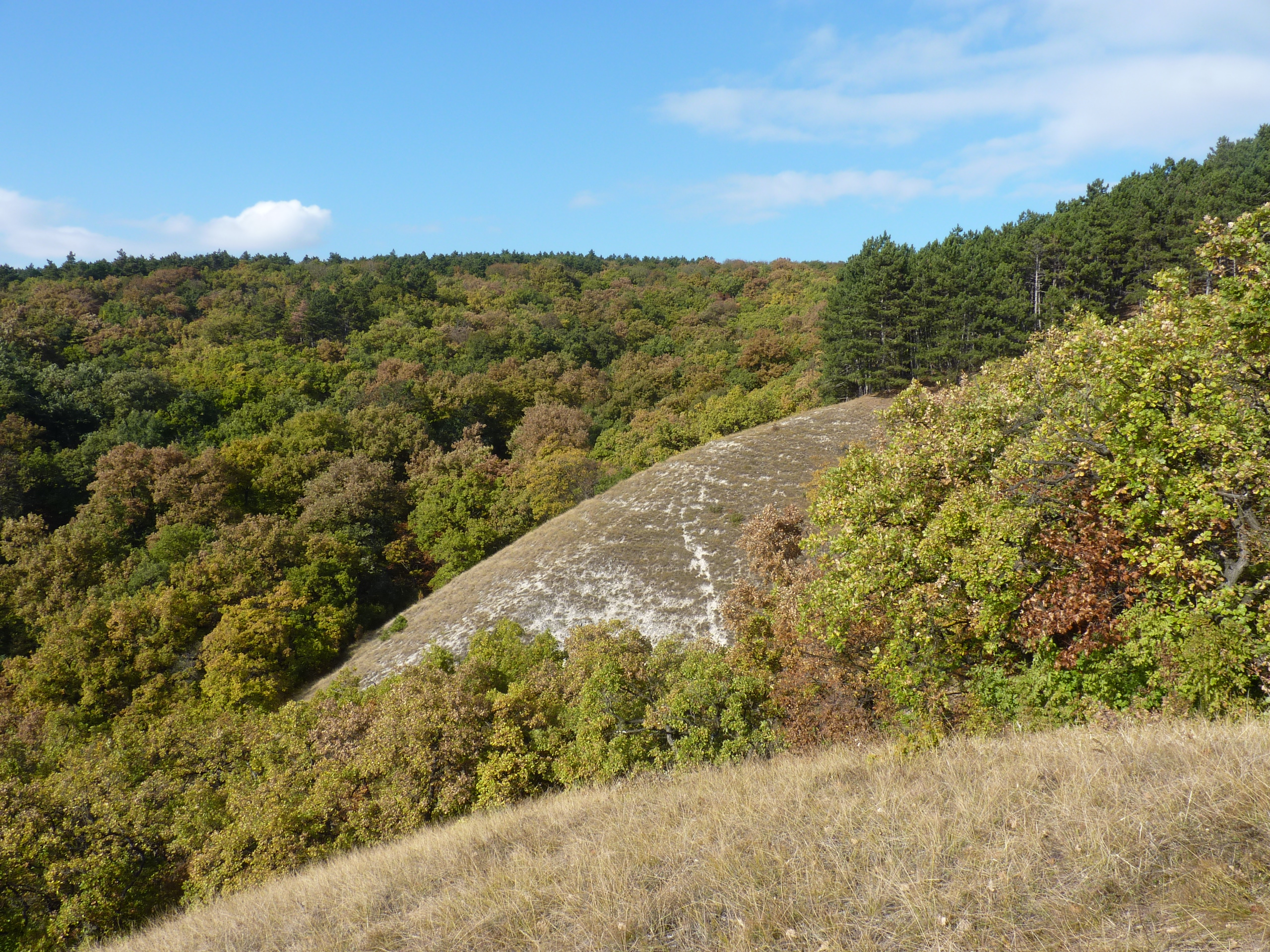
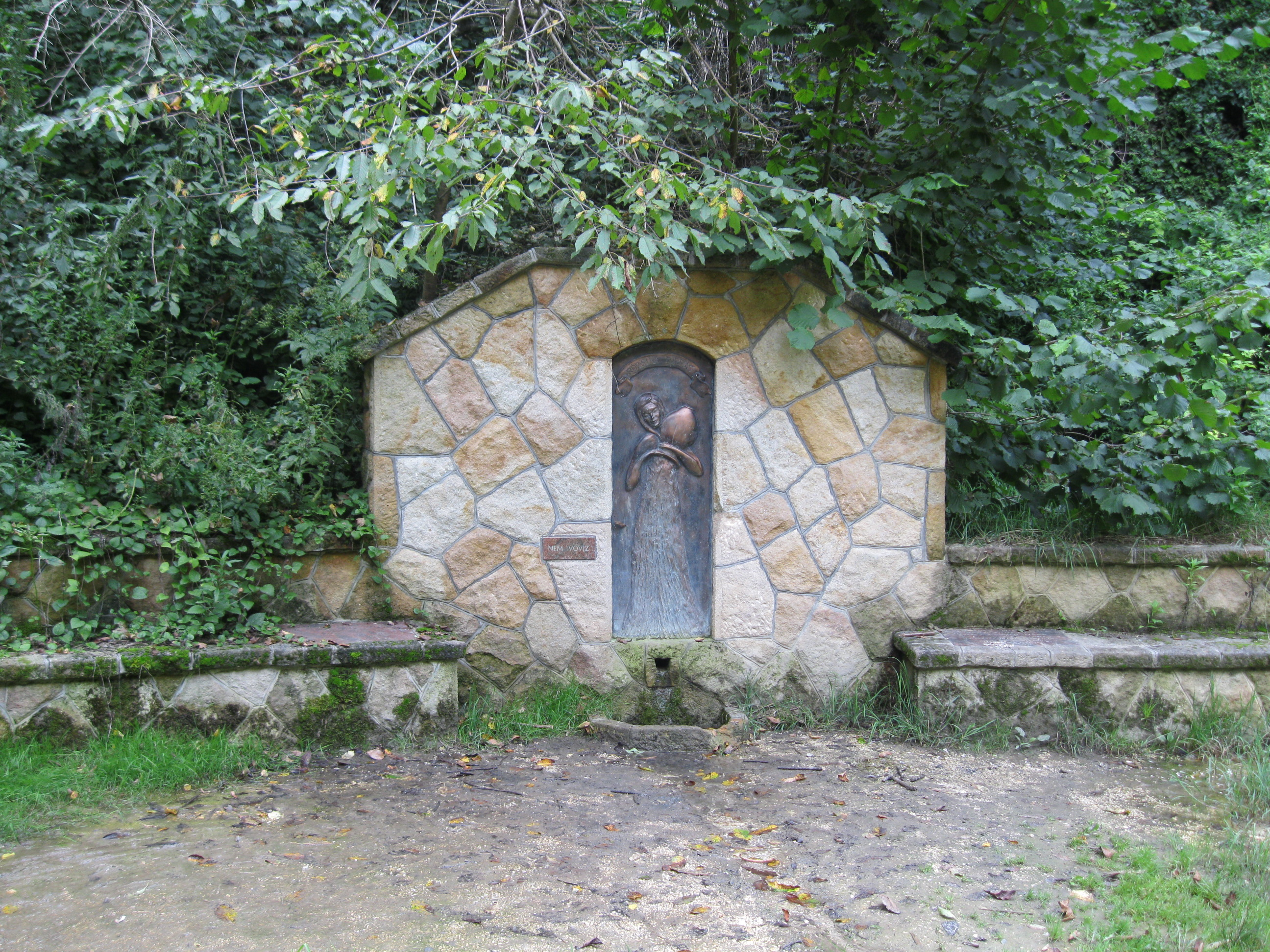
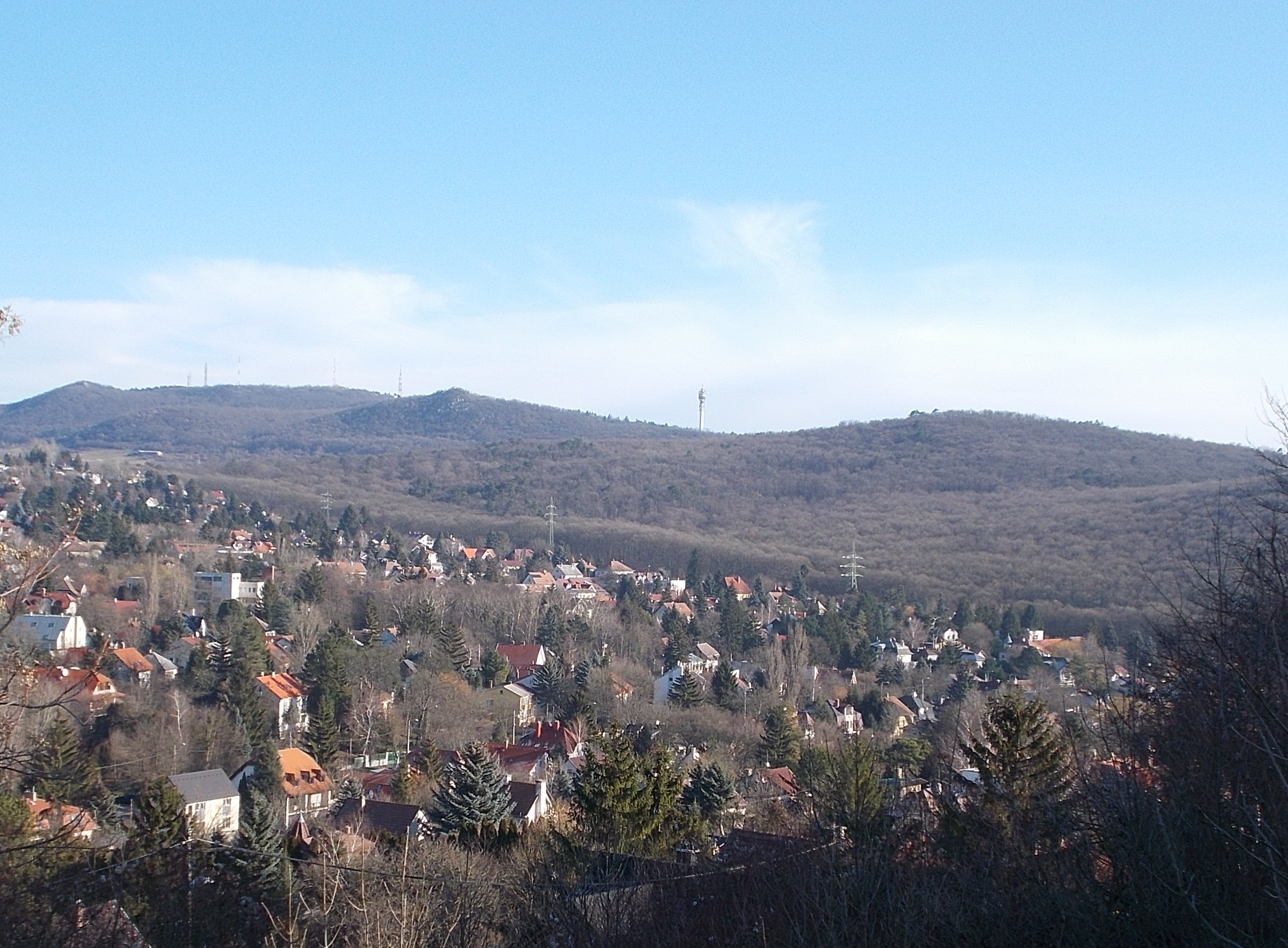